# Hillesheim (Rheinhessen)

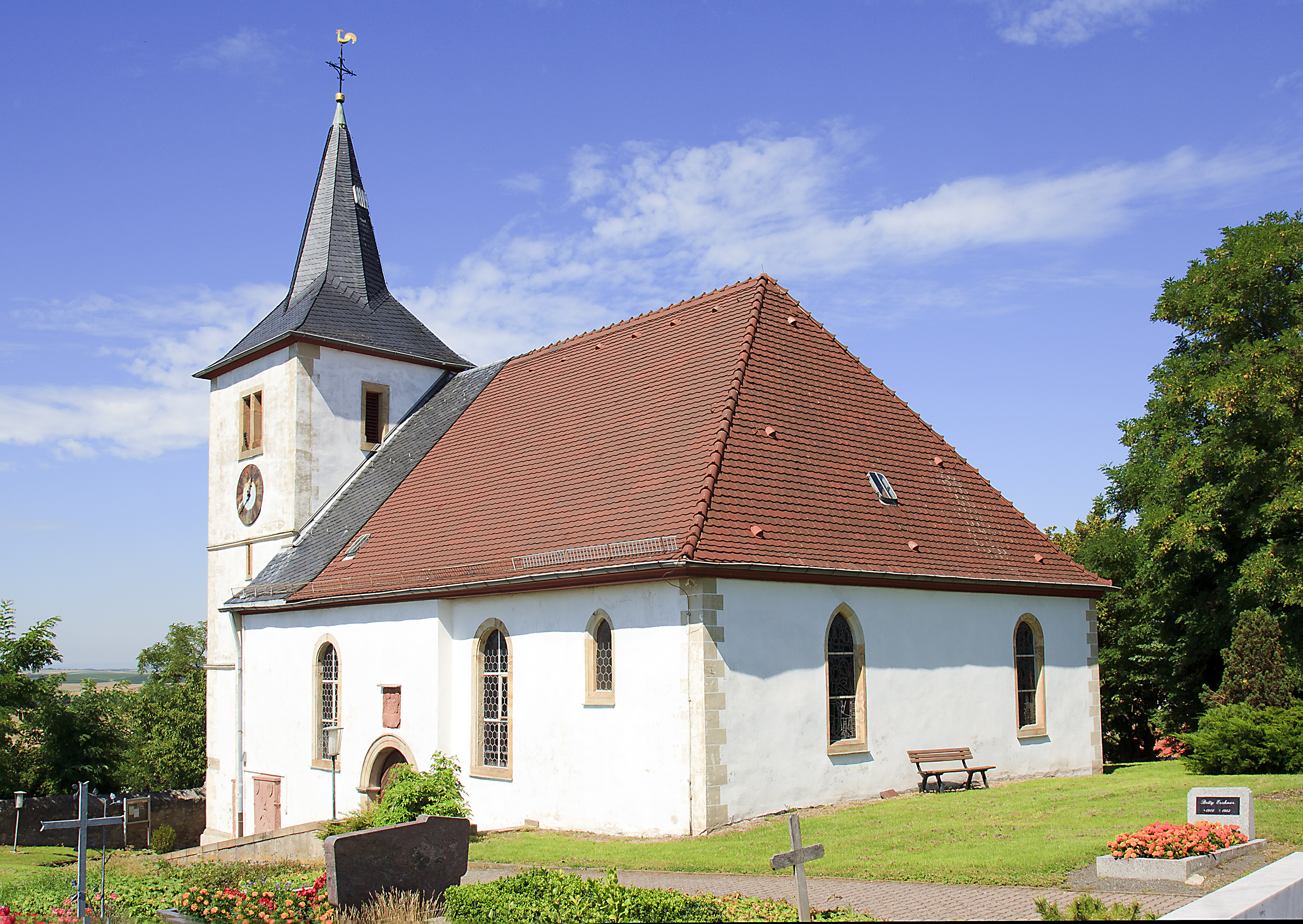
Evangelische Pfarrkirche

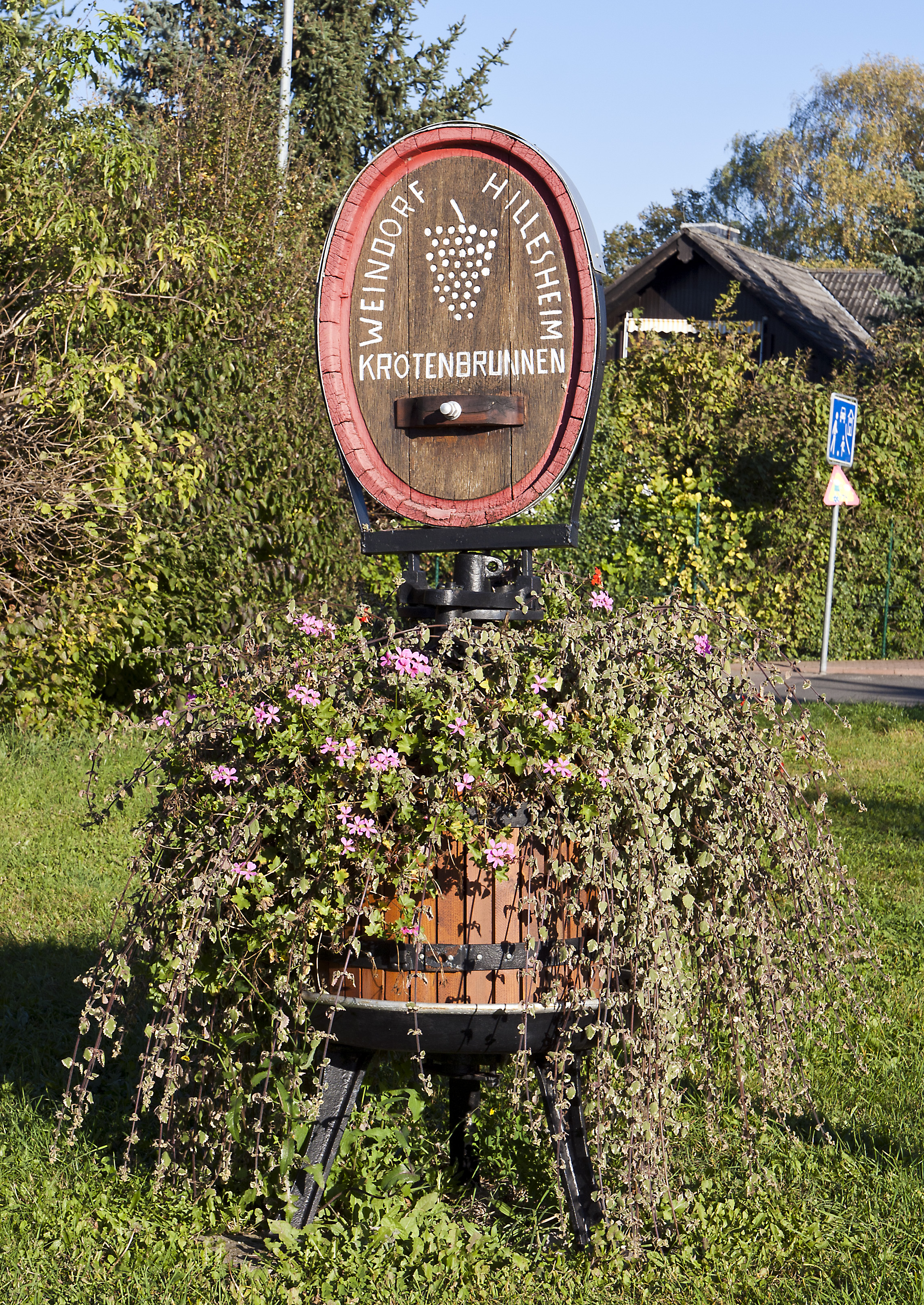
Das Weindorf Hillesheim

Hillesheim ist eine Ortsgemeinde im Landkreis Mainz-Bingen in Rheinland-Pfalz. Sie gehört der Verbandsgemeinde Rhein-Selz an, die ihren Verwaltungssitz in der Stadt Oppenheim hat.

## Geographie

### Gemeindegliederung
Hillesheim besteht aus dem Ortskern sowie dem Ortsteil Bahnhof. Im Ortsteil Bahnhof ist der Bahnhof der ehemaligen Bahnstrecke Osthofen–Gau Odernheim zu finden, der zusammen mit dem Nachbarort Dorn-Dürkheim genutzt wurde.

### Nachbargemeinden
- Dittelsheim-Heßloch
- Dolgesheim
- Dorn-Dürkheim
- Frettenheim
- Gau-Odernheim
- Wintersheim
- Eimsheim

## Geschichte
Die erste urkundliche Erwähnung kam mit der Schenkung des Erchenbert an das Kloster Lorsch am 18. August 772 oder 782 zustande, als er einen Acker in Hildebotesheim übergab.
Die Kirche war dem heiligen Martinus geweiht. Die Grundsteinlegung des Kirchturms war auf das Jahr 1204 datiert. Das Patronatsrecht hatte die Äbtissin des Klosters Rosenthal bei Göllheim.
1387 wurden die Besitztümer am Dorf Hillesheim aufgeteilt. Der „Kirchbergteil“ ging an das Kloster Rosenthal am Donnersberg und befand sich infolge seiner Säkularisation (1651) zuletzt im Besitz der Grafen von Riaucour. Der „Haßlocher Teil“ verblieb als Exklavedorf der Grafschaft Falkenstein in kaiserlicher Hand und wurde 1667 an den Herzog von Lothringen verkauft. Hierdurch fiel diese Hälfte des Dorfes 1736, mit der Heirat des Lothringer Herzogs Franz Stephan und Maria Theresia von Habsburg, an Österreich und unterstand dem Oberamt Winnweiler des Reichsteils Vorderösterreich.
Bis zum Ende des 18. Jahrhunderts blieben beide Dorfteile politisch getrennt.
Im Jahr 1794 wurde Hillesheim von der französischen Revolutionsarmee besetzt, es kam 1798 an das französische Département Donnersberg. 1814 überquerten russische Streitkräfte den Rhein, um Kaiser Napoleon zu besiegen. Viele Soldaten starben an einer Seuche und wurden auf dem Hillesheimer Kirchberg begraben. 1816 fiel Hillesheim an das Großherzogtum Hessen und wurde 1832 dem Kreis Alzey, 1852 dem neu gebildeten Kreis Oppenheim zugeordnet.
Nach dem Zweiten Weltkrieg gehörte Hillesheim mit ganz Rheinhessen zur Französischen Besatzungszone und von 1946 an zum neu gebildeten Land Rheinland-Pfalz. Seit der Kreisreform von 1969 gehört Hillesheim zum Landkreis Mainz-Bingen, von 1972 bis 2014 außerdem zur Verbandsgemeinde Guntersblum, seither zur Verbandsgemeinde Rhein-Selz.

### Wappen
Das Wappen symbolisiert die beiden ehemals getrennten Ortsteile bzw. deren Historie. Rechts zeigt es in Gold das schräge, rote Gitter der Herren von Daun-Falkenstein, als ehemaligen Besitzern der Grafschaft Falkenstein („Haßlocher Teil“). Links trägt es die Ebersteiner Rose des ehemaligen Eigentümers, Kloster Rosenthal, die es von seinem Gründer Graf Eberhard II. von Eberstein (ca. 1123–1207) übernahm („Kirchbergteil“).

## Politik

### Gemeinderat
Der Gemeinderat in Hillesheim besteht aus zwölf Ratsmitgliedern, die bei der Kommunalwahl am 9. Juni 2024 in einer personalisierten Verhältniswahl gewählt wurden, und der ehrenamtlichen Ortsbürgermeisterin als Vorsitzender.
Die Sitzverteilung im Gemeinderat:
| Wahl | SPD | CDU | FWG | Gesamt   |
| ---- | --- | --- | --- | -------- |
| 2024 | 8   | 4   | –   | 12 Sitze |
| 2019 | 8   | 4   | –   | 12 Sitze |
| 2014 | 7   | 5   | –   | 12 Sitze |
| 2009 | 7   | 3   | 2   | 12 Sitze |
| 2004 | 6   | 4   | 2   | 12 Sitze |

### Bürgermeister
Melanie Schindel (SPD) wurde 2019 durch einstimmige Wahl des Gemeinderates Ortsbürgermeisterin von Hillesheim. Bei der Direktwahl am 9. Juni 2024 wurde sie als einzige Bewerberin mit einem Stimmenanteil von 75,7 % für weitere fünf Jahre in ihrem Amt bestätigt.
Schindels Vorgänger Helmut Schmitt (SPD) war 2019 nach 20 Jahren im Amt nicht erneut angetreten.